# Vilmos Varjú
Vilmos Varjú (Békés, 10 giugno 1937 – Budapest, 17 febbraio 1994) è stato un pesista ungherese.
Ha vinto due titoli europei nel (1962, 1966) sempre nel peso e un bronzo alle olimpiadi di Tokyo 1964.
È deceduto il 17 febbraio 1994 all'età di 56 anni.

## Palmarès
| Anno | Manifestazione | Sede              | Evento         | Risultato | Misura  | Note |
| ---- | -------------- | ----------------- | -------------- | --------- | ------- | ---- |
| 1962 | Europei        | Belgrado          | Getto del peso | Oro       | 19,02 m |      |
| 1964 | Olimpiadi      | Tokyo             | Getto del peso | Bronzo    | 19,38 m |      |
| 1966 | Europei        | Budapest          | Getto del peso | Oro       | 19,43 m |      |
| 1968 | Olimpiadi      | Città del Messico | Getto del peso | 13º       | 18,86 m |      |
| 1971 | Europei        | Helsinki          | Getto del peso | 4º        | 19,99 m |      |
| 1972 | Olimpiadi      | Monaco di Baviera | Getto del peso | 8º        | 20,10 m |      |